# ملح الهملايا

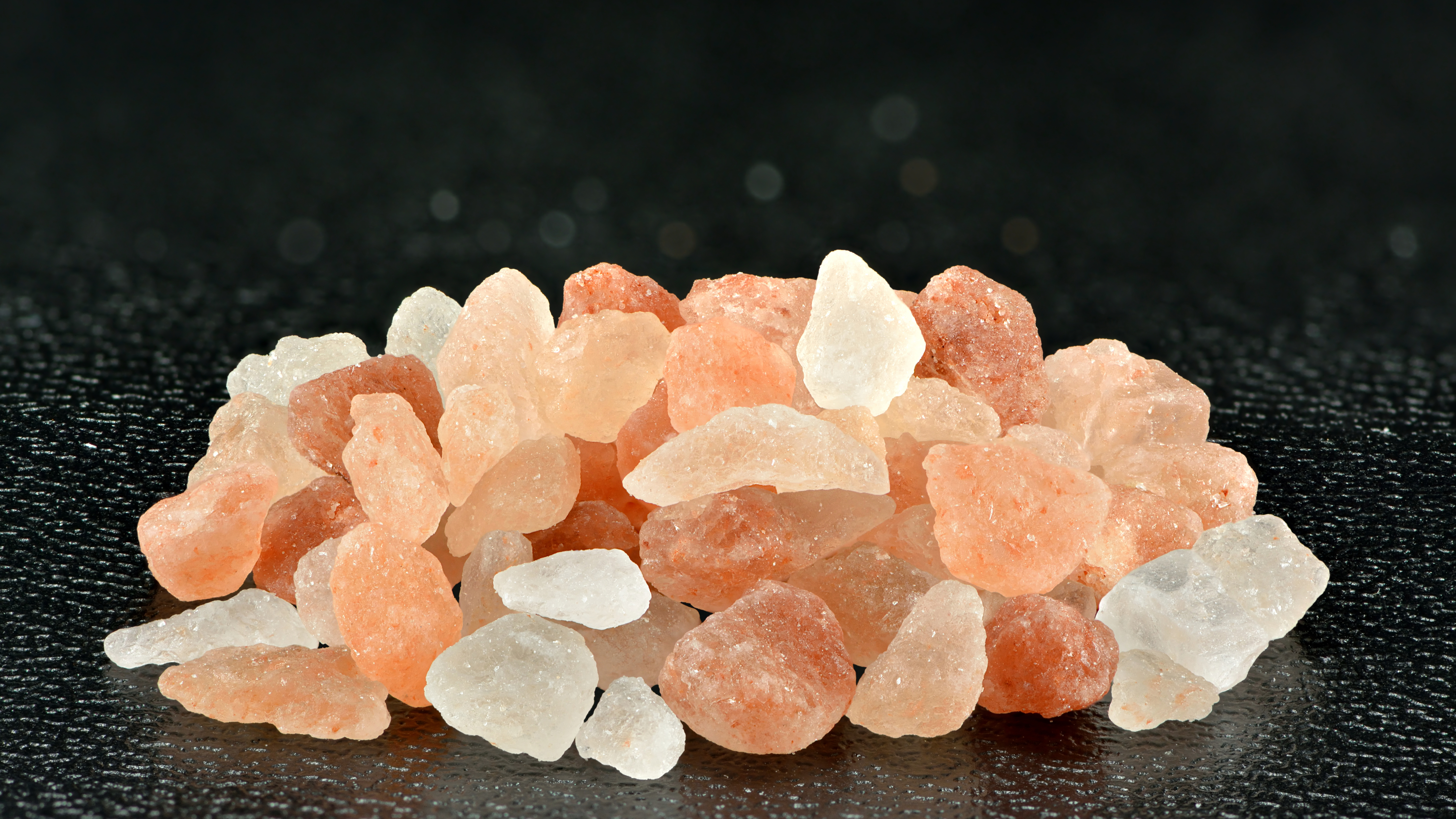
ملح الهملايا.

ملح الهملايا هو ملح صخري (هاليت) يُستخرج من منطقة البنجاب في باكستان. يستخدم الملح الذي غالبًا ما يكون له لون وردي بسبب المعادن النادرة في المقام الأول مضافًا غذائيًا ليحل محل ملح الطعام لكنه يستخدم أيضاً في الطهي ،تقديم الطعام،المصابيح الزخرفية وفي علاجات المنتجعات الصحية.غالبًا ما يتم الترويج للمنتج على أنه مفيد للصحة بدون أدلة علمية.